# Jugoslawische Eishockeyliga 1957/58
Die Saison 1957/58 war die 16. Spielzeit der jugoslawischen Eishockeyliga, der höchsten jugoslawischen Eishockeyspielklasse. Meister wurde zum insgesamt zweiten Mal in der Vereinsgeschichte der HK Jesenice.

## Modus
In der Hauptrunde absolvierte jede der fünf Mannschaften insgesamt acht Spiele. Der Erstplatzierte der Hauptrunde wurde Meister. Für einen Sieg erhielt jede Mannschaft zwei Punkte, bei einem Unentschieden gab es einen Punkt und bei einer Niederlage null Punkte.

## Hauptrunde

### Tabelle
|    | Klub                   | Sp | S | U | N | Punkte |
| -- | ---------------------- | -- | - | - | - | ------ |
| 1. | HK Jesenice            | 8  | 8 | 0 | 0 | 16     |
| 2. | HK Ljubljana           | 8  | 5 | 0 | 3 | 10     |
| 3. | HK Partizan Belgrad    | 8  | 4 | 0 | 4 | 8      |
| 4. | HK Roter Stern Belgrad | 8  | 2 | 0 | 6 | 4      |
| 5. | S.D. Zagreb            | 8  | 1 | 0 | 7 | 2      |

Sp = Spiele, S = Siege, U = Unentschieden, N = Niederlagen